# Graaf van Vlaanderenplein
Graaf van Vlaanderenplein è una piazza della città belga di Gand che si trova nel quartiere Zuid, alla fine di Zuidparklaan e dell'Hubert Frère-Orbanlaan. A ovest si trovano Woodrow Wilsonplein e Koning Albertpark.

## Storia
Per secoli, la zona è stata una area non edificata compresa nelle mura della città, ma nel 1837 è stata costruita la stazione di Gent-Sud ed intorno ad essa è sorto un nuovo quartiere. Lo sviluppo e sistemazione della piazza, collocata sul lato orientale della stazione, risale al 1847.
Nel periodo 1847-1852, su tutto il lato orientale della piazza fu costruito un blocco di case neoclassico, progettato da Charles Leclerc-Restiaux. La facciata a capanna presenta tre avancorpi con colonne ioniche e frontone triangolare. Nel 1884 c'era un passaggio con un arco a tutto sesto che dava sulla Twee Bruggenstraat dietro essa. All'inizio del XX secolo, in un altro punto della città fu aperta la stazione di Gent-Sint-Pieters e la stazione Sud perse la sua funzione di principale stazione di accesso alla città. La stazione chiuse nel 1928 e fu demolita intorno al 1930. L'edificio EGW, in seguito biblioteca comunale di Gand, fu eretto in questo luogo negli anni '50 sul lato ovest della piazza.
Nel 1932 uno degli edifici sul lato est fu trasformato nel teatro Capitole, progettato da Geo Henderick. La piazza e i suoi dintorni sono stati protetti come "paesaggio urbano" a partire dal 1988.
L'area che circonda la piazza e l'intero blocco di case dal numero 1 al numero 35 è protetta come paesaggio urbano. Anche le facciate e le coperture dei singoli edifici sono state protette come monumenti.

## Edifici principali
- Sala del teatro Capitole
- Biblioteca comunale